# Stornești
Stornești – wieś w Rumunii, w okręgu Jassy, w gminie Sinești. W 2011 roku liczyła 1049 mieszkańców.